# Exèrcit de l'antic Egipte
A l'Imperi Antic, l'exèrcit de l'Antic Egipte es denominava Mesha, la traducció ve a ser 'agrupació de forces': i efectivament, això era, uns grups que es reunien en cas de necessitat per donar suport a petites unitats permanents. Aquest exèrcit tenia entre les seves funcions la protecció de fronteres i del comerç marítim, però també la realització de tota mena de treballs públics.

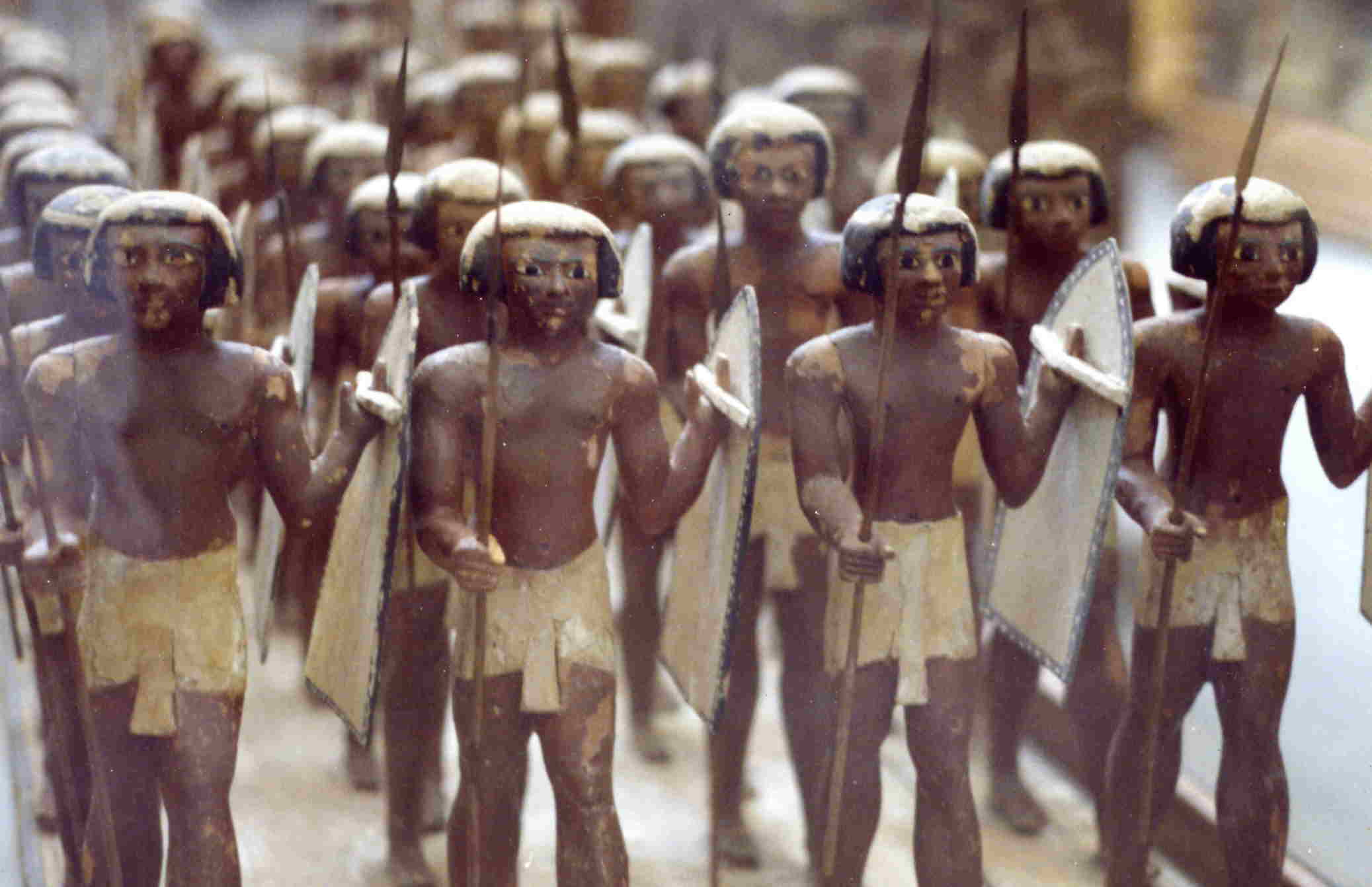
Figures de fusta trobades a la tomba de Mesehti (Dinastia XI).

L'ocupació de soldat no era gaire popular durant l'antic Egipte, els habitants eren més camperols que guerrers. Però per defensar les collites del delta de les invasions asiàtiques, o, des de l'oest, de les líbies, van haver de crear molt aviat un exèrcit, que es va convertir en permanent. Si els futurs oficials eren allistats entre la classe mitjana, els soldats d'infanteria procedien de les classes més desfavorides, perquè ser soldat del faraó els resultava avantatjós.
Els soldats de la infanteria van ser anomenats literalment l'(infant) en la vida de l'exèrcit i en altres ocasions l'(infant) en la vida de l'exèrcit de les victòries grans. Cada soldat havia de "lluitar pel seu bon nom" i defensar el faraó, atorgant si combatia bé un títol o condecoració anomenat "L'Or del Coratge". Si mostrava covardia o fugia del combat, l'hi denigrava, degradava i, en certs casos executat.
Els comandaments estaven formats per membres de famílies de certa categoria, els únics que podien accedir a l'escola d'oficials i que aconseguien prestigi i fama en la batalla, aconseguint els seus ascensos, i quan es retiraven eren nomenats assistents personals dels nobles, administradors de l'estat o institutors dels fills del rei, que eren enviats a aprendre la carrera militar als 7 anys.
La tropa tenia l'esperança d'aconseguir un terreny de 3,25 ha, sense distinció entre nadius i mercenaris. El soldat rebia, a més, ramats i personal del cos de serveis de la casa reial per poder treballar les terres recentment obtingudes immediatament. La parcel·la podien heretar els seus descendents sempre que entre ells hi hagués un home apte per enrolar-se. Un papir relatiu a impostos, datat cap 1315 aC (en el reinat de Seti I), és prova d'això.

## Història militar
La història militar de l'Antic Egipte es desenvolupa des del 3150 aC, data en què es considera que es van unir l'Alt i el Baix Egipte en una sola monarquia, fins al 31 aC, quan l'Imperi Romà va conquistar Egipte i el va convertir en província romana. L'imperi s'estenia des del delta del Nil, fins Jebel Barkal, una muntanya de Núbia.
Les àrides planes i deserts que envolten Egipte estaven habitades per tribus nòmades que de tant en tant intentaven assaltar o establir-se al fèrtil vall del Nil, però el desert forma una barrera que el protegia i feia gairebé impossible que un exèrcit la creués, de manera que la majoria de les ciutats egípcies tenien muralles: els veïns immediats, nubians, libis i beduïns, no tenien capacitat militar suficient per envair la vall. Aquesta situació va romandre així durant mil anys, fins a la invasió dels hics durant el Segon Període Intermedi.
Durant els Imperis  Medi i  Nou, els egipcis van construir fortaleses i llocs d'avançada al llarg de les fronteres est i oest del delta del Nil, al desert oriental i en Núbia, al sud. Petites guarnicions assentades en els territoris conquerits impedien les incursions de menor importància i protegien les caravanes: a Núbia encara subsisteixen les fortaleses de Buhen i Semna, a la frontera amb Síria es va aixecar l'anomenat Mur del príncep, al Sinaí els forts de Nekhl i Themed protegien el Camí dels Reis, ia la costa occidental tot un sistema de Fortaleses. En cas d'atac, s'avisava i el faraó reclutava un exèrcit.

## Armament

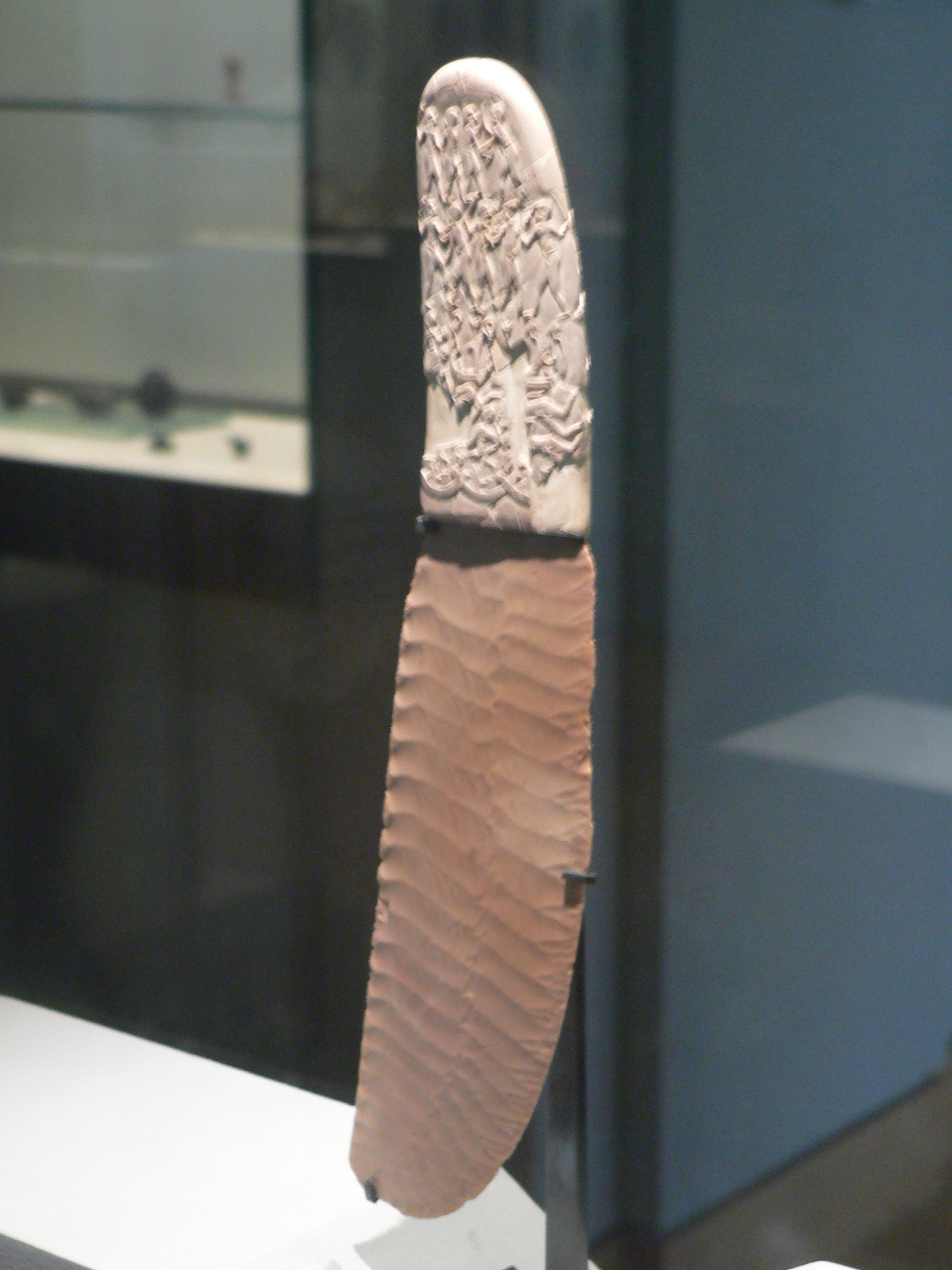
Ganivet de sílex i ivori. Any 3300 aC

Les armes utilitzades pels soldats del carrer de l'exèrcit faraònic són de dues classes: de tir i de proximitat: la llances, javelines, maces, destrals de combat, espasa, sabre corb, (Khopesh), els arcs senzills i l'arc de doble curvatura d'origen hitita. tenien escuts de fusta, cuir adobat o canya trenada. Res en absolut semblant a la cota de malla o al casc, els soldats de la infanteria lleugera, utilitzaven un arc i fletxes rudimentàries fetes amb un aliatge imperfecta de bronze. L'arc va durar fins a la dinastia XVIII, per ser reemplaçats per l'arc triangular, més fàcil de manejar i de fabricar en sèrie, i que llançava unes llargues fletxes de gran penetració, capaços de travessar les armadures.

## Organització

### Imperi Antic
Durant l'Imperi Antic havia relacions diplomàtiques amb els pobles de l'est, l'oest no era una amenaça i el perill que pogués representar Núbia no era alarment, per la seva inferioritat militar. Qui els faraons mantinguessin un exèrcit era per precaució, tant per a la defensa nacional com per suprimir ocasionals revoltes dels prínceps de districte.
Durant aquest període hi ha per primera vegada una organització militar. La majoria les forces armades estava sota el comandament dels governadors locals, emmarcades en unitats organitzades. El faraó tenia la seva pròpia protecció, una relativament petita guàrdia, i reforçava les tropes amb mercenaris nubians, els prínceps estaven obligats a proporcionar al rei soldats si calia, reclutant camperols.
Durant el Primer Període Intermedi, i a conseqüència de la inestabilitat, els diferents governadors van crear exèrcits privats, i va començar una pràctica que es va fer habitual: l'ocupació de forces mercenàries estrangeres.

### Imperi Mitjà
A la tomba de Mesehti (Asyut, principis de l'Imperi Mitjà), s'han trobat dos grups de figures de fusta: arquers i llancers. Tots vesteixen shenti (faldellí) i van descalços, diferenciant el seu vestuari només en un petit casc usat pels llancers, que porten un escut apuntat folrat amb pell de vaca al braç esquerre i la llança en el dret. Els arquers porten l'arc a la mà dreta i un paquet de fletxes a l'esquerra.
Durant el Segon període intermedi, Els hics van introduir a Egipte noves tècniques militars, com el cavall i el carro de guerra, l'ús va quedar restringit al faraó i els nobles.

### Imperi Nou
Després de la derrota dels Hics, la Dinastia XVIII comença una sèrie campanyes militars i conquestes per les quals l'exèrcit va necessitar una elaborada organització. Mantenen la cavalleria i els carros dels Hicsos, i aquests cossos d'elit quedaven enquadrats en Divisions d'Infanteria, que constituïen la principal massa de combatents. Cadascuna anava manada per un general i rebia el nom d'un déu, estaven dividides en batallons i aquests en companyies formades per uns 200 homes, repartits en seccions de 50.

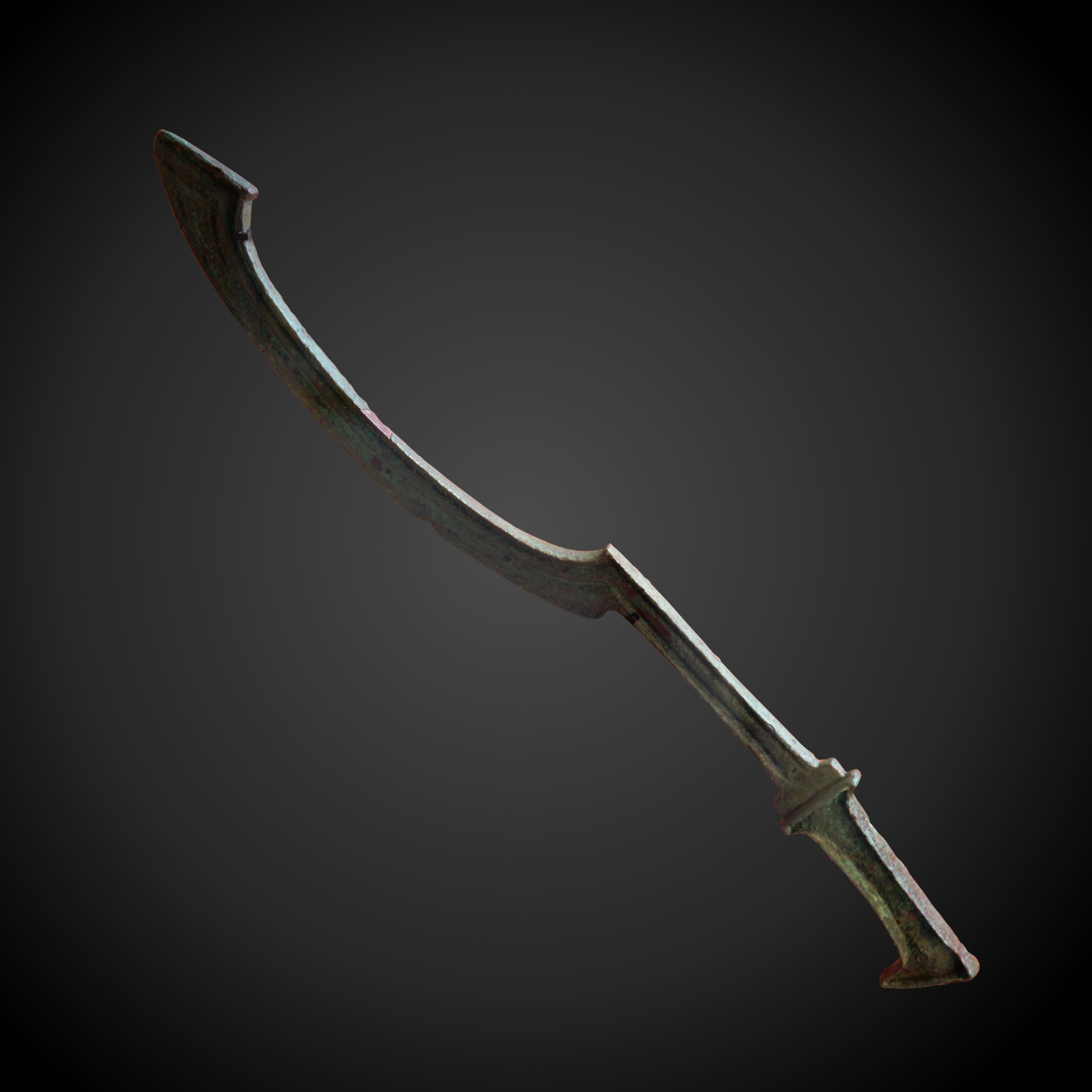
Espasa de bronze de l'època de Ramsès.

Els soldats adopten un bon nombre d'armes i d'equips originaris de Síria i dels hitites, com l'arc triangular, el casc o la cota de malles, que era una jaqueta de cuir amb mànigues curtes, guarnida amb xapes de metall. Les armes de bronze guanyen en qualitat, el coure i estany es barregen en millors proporcions. Les armes de ferro emprades pels hitites, més resistents, no semblen ser emprades pels egipcis fins a temps molt posteriors. Així, el punyal de ferro descobert a la tomba de Tutankamon és més un objecte de luxe que una arma de combat.
L'exèrcit egipci estava organitzat tradicionalment en grans  cossos d'exèrcit organitzats a nivell local, que comptaven cadascun amb uns 5.000 homes (4.000  infants i 1.000 aurigues que tripulaven els 500 carros agregats a cada cos).
Cada cos d'exèrcit rebia com a emblema l'efígie del déu tutelar de la ciutat on havia estat creat, residia normalment i li servia de base, i cadascun posseïa també les seves pròpies unitats de proveïment, serveis per a suport de combat, logística i intel·ligència.
A partir de la dinastia XVIII l'exèrcit recluta estrangers en les seves files, perquè els egipcis semblen rebutjar cada vegada més les armes.
Sota el regnat de Ramsès II, hi ha dos tipus de guerrers, els infants i els carristes, càrrecs que s'hereten de pares a fills, que solen ser terratinents. Ramsés II va ampliar i va reorganitzar l'exèrcit, ampliant de dos cossos a quatre. És possible que un tercer cos existís ja en temps de Ramsès I o Seti I, però no hi ha dubte que el quart va ser fundat per Ramsés II.

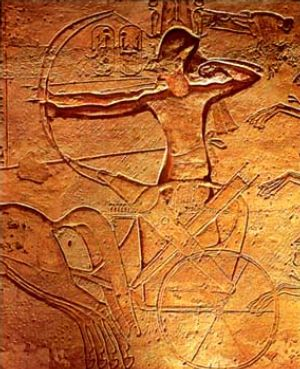
Ramsés II en el seu carro.

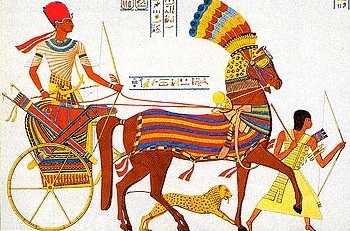
Carro durant l'antic imperi

Les unitats de carros eren agregades als cossos d'exèrcit, dels que depenien, en una proporció de 25 carros per cada companyia. Hi havia tres tipus de carros: de combat, i altres més lleugers i veloços: el dedicat a les comunicacions i un altre per a exploració.
Els carros egipcis tenien l'eix en l'extrem posterior i la seva trocha era molt més gran que l'ample del vehicle, el que els feia gairebé involcables i capaços de girar fàcilment i canviar de direcció en poc temps. Estaven tripulats per dos homes un seneny (arquer) i el conductor, kedjen, que a més havia de protegir a aquell amb un escut. Un infant corria després del vehicle, armat amb escut i una o dues llances. Aquest soldat havia de rematar als ferits, perquè no quedessin enemics vius a l'esquena.
Els mercenaris (i també alguns presoners de guerra als quals s'oferia la vida i terres si lluitaven per Egipte) mantenien la seva identitat ordenats en unitats separades per nacionalitat i adscrites a un o altre cos d'exèrcit, o bé com unitats auxiliars, de suport o de serveis.
Els nakhtu-aa, coneguts com "Els del braç fort" constituïen unitats especials entrenades per al combat cos a cos. Estaven molt ben armats, però els seus escuts i armadures eren rudimentaris.
Ramsés II, després de la batalla de Qadesh, desconfiant dels comandaments existents, va reorganitzar l'exèrcit sobre tres bases:
- Els caps de l'exèrcit pertanyien a la casa reial, de fet durant el seu regnat van ser els seus propis fills,
- Una alta oficialitat d'origen estranger. Els mercenaris que ascendien es mantenien lleials a la persona del faraó, obtenint a canvi un alt rang.
- Unes tropes d'elit en les quals els estrangers també tenien un paper destacat. Als guerrers nubians, asiàtics i libis d'èpoques anteriors, s'havien afegit els shardana, soldats que eren lleials a la persona del cap, i que segons els relleus van participar en nombroses operacions bèl·liques. La presència d'aquests mercenaris a Egipte està documentada fins a principis del Tercer Període Intermedi.

### L'exèrcit Ptolemaic

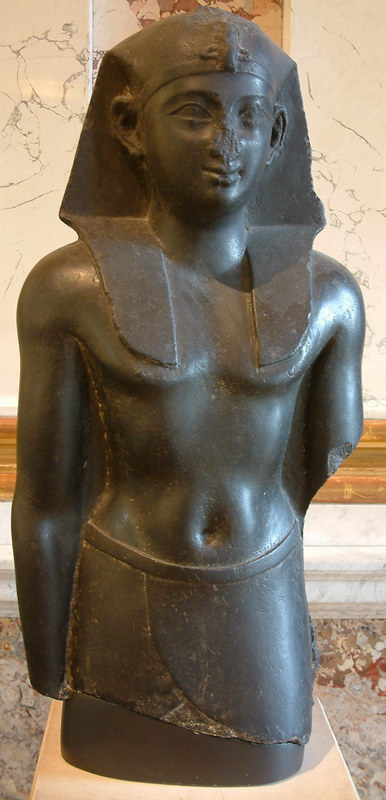
faraó ptolemaic.

Sota la Dinastia Macedónica, l'exèrcit s'organitza segons el model creat per Alexandre el Gran. Així, hi ha una distinció neta entre els genets i els soldats d'infanteria, organitzats en falanges de mil homes. Com les altres monarquies hel·lenístiques, va tenir també un cos d'elefants de guerra.
Els exèrcits van anar augmentant gradualment el nombre de mercenaris, professionals de la guerra la principal aspiració era millorar la seva pròpia sort. Sense cap esperit patriòtic, eren elements insegurs. Els Lágidas no van fer res per fer front a aquest problema fins que Ptolemeu IV va decidir realitzar un reclutament natiu, buscant constituir un moll de soldats fidels com a base de la seva defensa militar. Els primers Ptolemeu havien intentat establir als mercenaris a Egipte, donant-los així una motivació nacionalista. Per això, es distribuïa entre aquests mercenaris estrangers parcel·les de terra a canvi de la seva participació militar en cas de conflicte. Els lots eren proporcionals al grau militar dels seus beneficiaris, quan el sistema va ser ampliat als nadius incorporats en l'exèrcit, aquests van haver d'acontentar amb parcel·les més petites que els grecs. Aquest sistema va posar als soldats grecs en contacte amb els nadius, i va ajudar a la transmissió de noves tècniques agrícoles.
A la pràctica, el grec no va renunciar al seu estil de vida per llançar-se a l'agricultura, normalment, va continuar vivint a la ciutat entre altres grecs, llogant la seva terra a grangers natius, els contactes amb la població local van ser per tant d'amos a colons, sovint amb maneres menyspreadores. Aquesta actitud va ser tanta més odiada pels egipcis perquè aquests van de vegades de fer càrrec d'allotjar els soldats, obligació pesada que es prestava a abusos.
Si aquest sistema va permetre als primers Lágidas assegurar-se un exèrcit relativament sòlid, el seu efecte es va desfer a poc a poc, degut en primer lloc a la saturació en les terres disponibles que el rei podia oferir a canvi d'un compromís en l'exèrcit, després, perquè el fet que els nadius es poguessin beneficiar d'aquest sistema el desvalorava als ulls dels grecs; I pitjor encara, perquè no es recuperaven aquestes terres a la mort dels seus posseïdors, que els transmetien als seus hereus sense que aquests reassumint les obligacions militars del seu pare. Aquest últim cas es va aguditzar al final del període ptolemaic, a causa de la transmissió dels terrenys a les filles quan aquestes eren les úniques hereves: El sistema de nou ha de basar-se en la contractació de mercenaris.